# Apilocrocis
Apilocrocis és un gènere d'arnes de la família Crambidae.

## Taxonomia
- Apilocrocis albicupralis (Hampson, 1918)
- Apilocrocis albipunctalis (Hampson, 1918)
- Apilocrocis brumalis (Barnes & McDunnough, 1914)
- Apilocrocis cephalis (Walker, 1859)
- Apilocrocis excelsalis (Schaus, 1912)
- Apilocrocis glaucosia (Hampson, 1912)
- Apilocrocis novateutonialis Munroe, 1968
- Apilocrocis pimalis (Barnes & Benjamin, 1926)
- Apilocrocis pseudocephalis Munroe, 1968
- Apilocrocis steinbachi Munroe, 1968
- Apilocrocis yucatanalis Munroe, 1968